# Es wird schon wieder besser
Es wird schon wieder besser è un film del 1932 diretto da Kurt Gerron.

## Produzione
Il film fu prodotto dall'Universum Film (UFA).

## Distribuzione
Distribuito dall'Universum Film (UFA), il film fu presentato in prima al Gloria-Palast di Berlino il 6 febbraio 1932 con il visto di censura del 1º febbraio 1932.